# Благовіст (літературна премія)

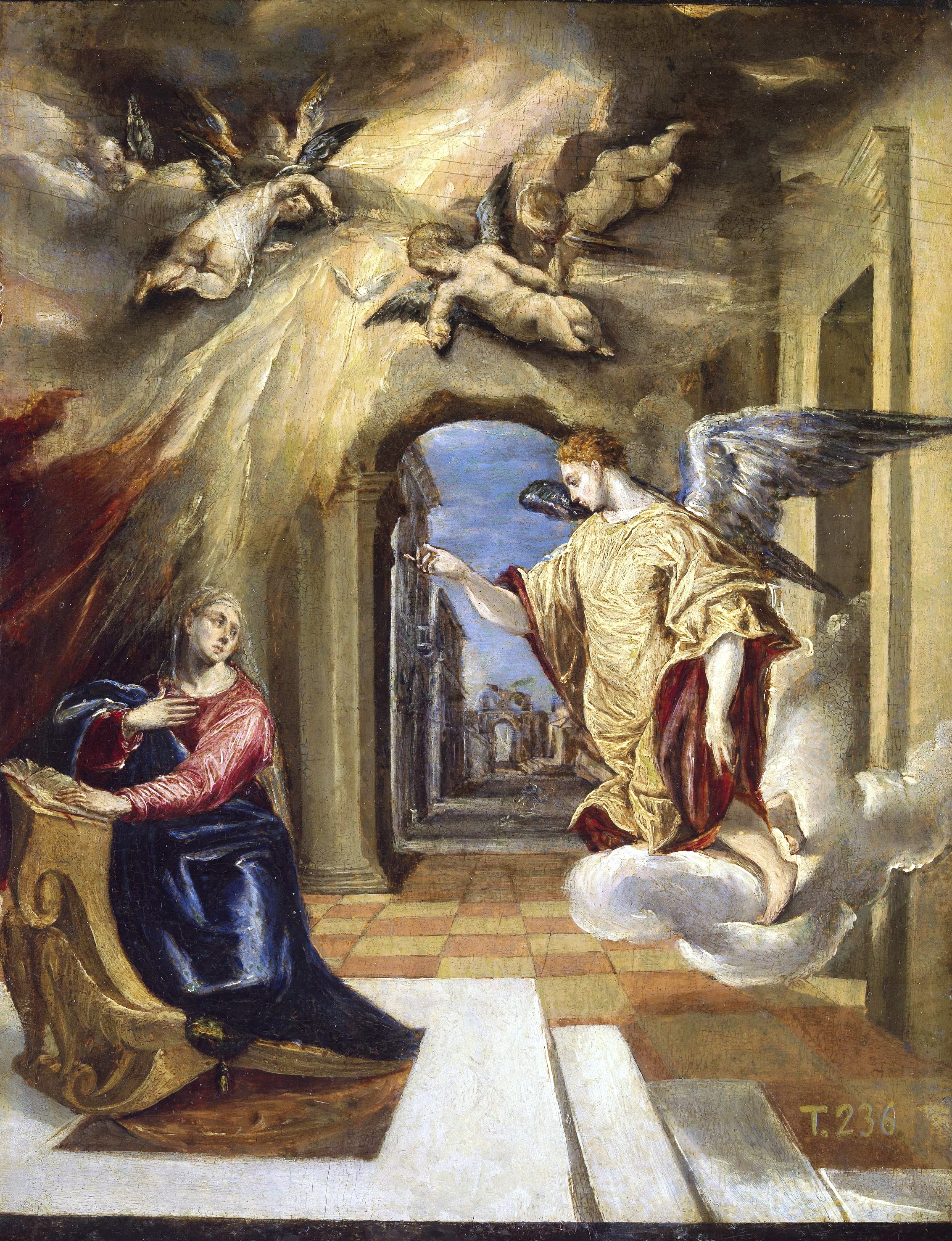
Ель Греко. «Благовіщення»

Літературна премія «Благовіст» — премія Національної спілки письменників України, яку присуджують авторам найкращих творів української літератури, виданих протягом попереднього року.

## Заснування премії
Премія заснована Радою директорів корпорації «Шлях» разом зі Спілкою письменників України в 1993 році.

## Вимоги до номінантів
Премію присуджують авторам найкращих творів (поезія, проза, дитяча література, драматургія, критика) української літератури, виданих протягом попереднього року окремими книжками або видрукуваних у періодичних виданнях.

Вік учасників — необмежений.

Термін подачі матеріалів (книга в 3-х екземплярах) — до 10 березня.

## Присудження і вручення премії
Премію присуджують у п'яти номінаціях: за найкращу поетичну книгу, прозову книгу, критичні й літературознавчі статті, ескер з народознавства та першу книгу автора.

Присудження — до 1 квітня.

Вручається кожного року 7 квітня, у день християнського свята — Благовіщення.

Лауреату вручається диплом і грошову винагороду.

## Місцезнаходження конкурсної комісії
НСПУ, Оргвідділ (На премію «Благовіст»), вул. Банкова, 2, м. Київ, 01024, Україна

## Лауреати премії
1993
- Андріяшик Роман Васильович
- Герасим'юк Василь Дмитрович — за

1994
- Мах Петро Петрович -
- Федюк Павло Васильович — за збірку новел «Самотня зірниця».

1995
1996
- Гаврилів Тимофій — За першу книжку віршів «Арабески пам'яті»

1997
1998
1999
- Скиба Роман — за книгу поезій «Хвороба росту».
- Жовна Олександр — за повість «Вдовушка».

2000
- Чепурко Богдан Петрович

2001
- Мойсієнко Анатолій Кирилович — за добірку віршів-паліндромів «Віче мечей»;
- Калитко Катерина Олександрівна — за збірку поезій «Посібник зі створення Світу»;
- Конотопець Наталія Іванівна = за роман «Хто я єсьм»;
- Стефурак Іван Миколайович — за збірку поезії «Причастя стеблини»;
- Холодний Микола Костьович — за вірші 60-х років;
- Гордійчук Олег Володимирович — за книжку оповідань «Лише мить» та за поезії, опубліковані в пресі;

2002
- Григорчук Василь Антонович — за книгу прози «Звізда істини»;

2003
- Матіос Марія Василівна — за книжку прози «Нація»;
- Мастерова Валентина Миколаївна — за книжку новел «Який цей світ»;
- Терен (Таран) Віктор Васильович — за книжку вибраних творів «Твій день на землі»;
- Яковенко Тетяна Василівна — за збірки віршів «Спокуса сповіді», «Псалми Давидові»;
- Степула Надія Іванівна — за книжку поезій «У завтрашнім колись»;
- Костів-Гуска Ганна Михайлівна — за збірку віршів «Страсна дорога»;
- П'янов Володимир Якович  — за книжку есеїстики «Визначні, відомі й …інші»;

2004
- Кашка Володимир Васильович — за роман «Житло»;
- Стельмах Богдан Михайлович — за драматичну поему «Тарас»;
- Павленко Марина Степанівна — за літературознавчу книгу «Тичинівська формула українського патріотизму»;
- Проць Любов Іванівна — за книжку поезій «Дух Євшану»;

2005
У цьому році нагородження премією «Благовіст» не проводилось.
2006
- Корж Віктор Федорович — за поемні цикли «Еней у фазі Січе славі», «Еней при берегах Тавриди», «Еней у чортироях ранку»;
- Неживий Олексій Іванович — за літературознавчу книгу «Григір Тютюнник: Образ України — здавна й по сьогодні»;
- Сіренко Володимир Іванович — за книгу «Велика зона злочинного режиму»;
- Сторожук Валентина Петрівна — за збірку поезій «Третя Пречиста»;
- Горик Ніна Петрівна;
- Тарнашинська Людмила Броніславівна — за збірку нарисів про відомих українських письменників, літературознавців — Ліну Костенко, Івана Світличного, Валерія Шевчука, Ірину Жиленко, Михайлину Коцюбинську, Євгена Сверстюка та інших (серія «Шістдесятники: профілі на тлі покоління»).

2007
- Гуменюк Надія Павлівна — за книгу поезій «Тайнопис тиші»;
- Маринчик Станіслав Гаврилович — за книгу прози у двох томах «Квітка папороті» та «Днів і ночей таємниця»;
- Рябий Микола Олександрович — за книгу прози «Україна — земля козаків»;
- Струцюк Йосип Георгієвич — за книгу поезії «Десятий день тижня»;

2008
- Криловець Анатолій Олександрович — збірку «Моя вселенська тимчасовість»;
- Лупейко Віктор Юхимович — за книгу прози «На крутих роздоріжжях»;
- Софієнко Олексій Андрійович — за збірку поезій «Воскресіння»;
- Коваленко Валентина Михайлівна — за книгу «Поетичний гербарій»;
- Щириця Павло — за збірку поезій «Територія братства»;

2009
- Тетяна Винник, Олена Пашук (Кицан), Ігор Гургула, Леся Степовичка, Володимир Поліщук.

2010:
- Тетяна Лемешко (за роман «Душа замість мене»), Олена Гаран (за вірш «Непрочитані сни»), Ганна Осадко (за вірш «Та, що перевертає пінгвінів»), Григорій Гайовий (за вірш «Осінь моєї весни»), Петро Мах (за вірш «Хорогва»).

2011
2012
- Батіг Михайло — за книжку вибраних поезій «Про синє море й січових стрільців»;
- Малігон Анна — за поетичну збірку «Переливання крові»;
- Повх Лідія — за поетичну збірку «Навздогін Вергілію»;
- Стефурак Неоніла — за поетичну частину книжки «Заметіль»;
- Шувалова Ірина — за збірку «Ран» («Перша книжка автора»);
- Радушинська Оксана — за книжку казок «День полив'яної казки», компакт-диск «Намисто українських свят» та цикл публікацій «Казки родоцвітові».

2013
- Пасічник Наталія — за поетичну збірку «Пастух бджіл»;
- Лазуткін Дмитро — за поетичну збірку «Добрі пісні про поганих дівчат»;
- Чистяк Дмитро — за поетичну збірку «Надсадний сад».

2017
- Надія Позняк — за книгу поезій «ШКІРА».

2018
- Оксана Драгомирецька — за повість «…і в раю вони поцілувались»
- Катерина Щоткіна — за книжку «Любомир Гузар. Хочу бути людиною»
- Севгіль Мусаєва та Алім Алієв — за книжку «Мустафа Джемілєв. Незламний»
- Дара Корній — за книжку «Чарівні істоти українського міфу. Духи природи»

2019
- Дмитро Чередниченко — за книжку «Доторки» (поезія)[2]
- Ольга Месевря — за книжку «А де те серце?» (проза)
- Леся Пронь «Подарунок Сонечка» (твори для дітей)

2020
- Любов Бенедишин — за книжку «Шлях до воскресіння» (поезія)[3]
- Сергій Цушко — за книжку «Метелик у місті» (поезія)
- Тетяна П'янкова — за книжку «Чужі гріхи» (проза)
- Любов Загоровська — за книжку «На їхніх маленьких плечах…» (твори для дітей);
- Сергій Мартинюк (літературний псевдонім Світогор Лелеко) — за книжку «Маю честь бути українцем» (есеїстика, публіцистика)

2021
- Олекса Синиченко — за книжку «Флорентійські ночі» (переклад із німецької Генріха Гейне);
- Леся Мовчун — за книжку «Панда любить мандрувати».[4]

2022 
- Микола Павленко — за книжку «Ave, Natura!» (проза)[6]
- Інна Ковальчук — за книжку «Під знаком Діви» (поезія)[6]